# Mischocyttarus lindigi
Mischocyttarus lindigi är en getingart som beskrevs av Richards 1945. Mischocyttarus lindigi ingår i släktet Mischocyttarus och familjen getingar. Inga underarter finns listade i Catalogue of Life.